# Hřbitovní kaple (Lobendava)
Hřbitovní kaple v Lobendavě je funerální stavba nacházející se na místním obecním hřbitově. Novorománská kaple pochází z roku 1874, není pravidelně využívána, ani památkově chráněná.

## Historie
Lobendavská hřbitovní kaple byla postavena spolu se založením nového hřbitova roku 1874. Později nebyla upravována (výjimkou je náhrobník na jižní stěně), dochovala se tak v původní podobě. Po skončení druhé světové války přestala být využívána mimo jiné proto, že zásadně klesl počet obyvatel Lobendavy a Severní, a tedy i množství smutečních obřadů. Kaple postupně přišla o vnitřní vybavení, v průběhu let chátrala, až hrozil její zánik. Oprava tehdy děravé střechy a degradovaných omítek proběhla na počátku 21. století. Celková rekonstrukce vnějších omítek proběhla v říjnu a listopadu 2020.
Hřbitovní kaple je spolu se hřbitovem v majetku obce Lobendava. Není zapsána v katastru nemovitostí a není památkově chráněna.

## Popis
Kaple je postavena v novorománském slohu. Stojí na obdélném půdorysu, je však trojstranně zakončená. V průčelí je umístěn štukový portál zakončený římsou a křížem, obě strany průčelí zdobí lizény, které ve štítu přecházejí v obloučkové vlysy. Štít zakončuje betonový podstavec s křížem. Uprostřed štítu je umístěna zasklená nika s polychromovanou soškou Madony. Dřevěné dveře nejsou původní a nesou známky značného opotřebení. Boční stěny zdobí lizénové rámce a dvojice sdružených oken s jednoduchými oblouky a podokenními a nadokenními římsami. Pod okny jižní stěny je vsazen náhrobník vrchního učitele Franze Schiera z roku 1876. V zadní stěně je umístěno malé kruhové okno. Fasáda po poslední rekonstrukci kombinuje bílou a žlutou barvu. Střechu pokrývá zelený asfaltový šindel. Strop kaple je klenutý, stěny v presbytáři zdobí pilastry se zdobnými hlavicemi (sériově vyráběné, montované). Mobiliář zcela chybí.

## Hřbitov
Lobendavský nový hřbitov byl založen roku 1874, tedy ve stejné době jako hřbitovy v okolí. Je ohraničen dřevěným plotem s kamennými sloupky. Kromě hřbitovní kaple je jeho součástí dům správce (čp. 297), dnes využívaný jako sklad a márnice. Po druhé světové válce je využívána pouze část hřbitova; levá strana je pustá a neudržovaná. V udržované části je umístěn památník vojákům 2. polské armády, kteří padli při osvobozování obce v květnu 1945.

## Galerie

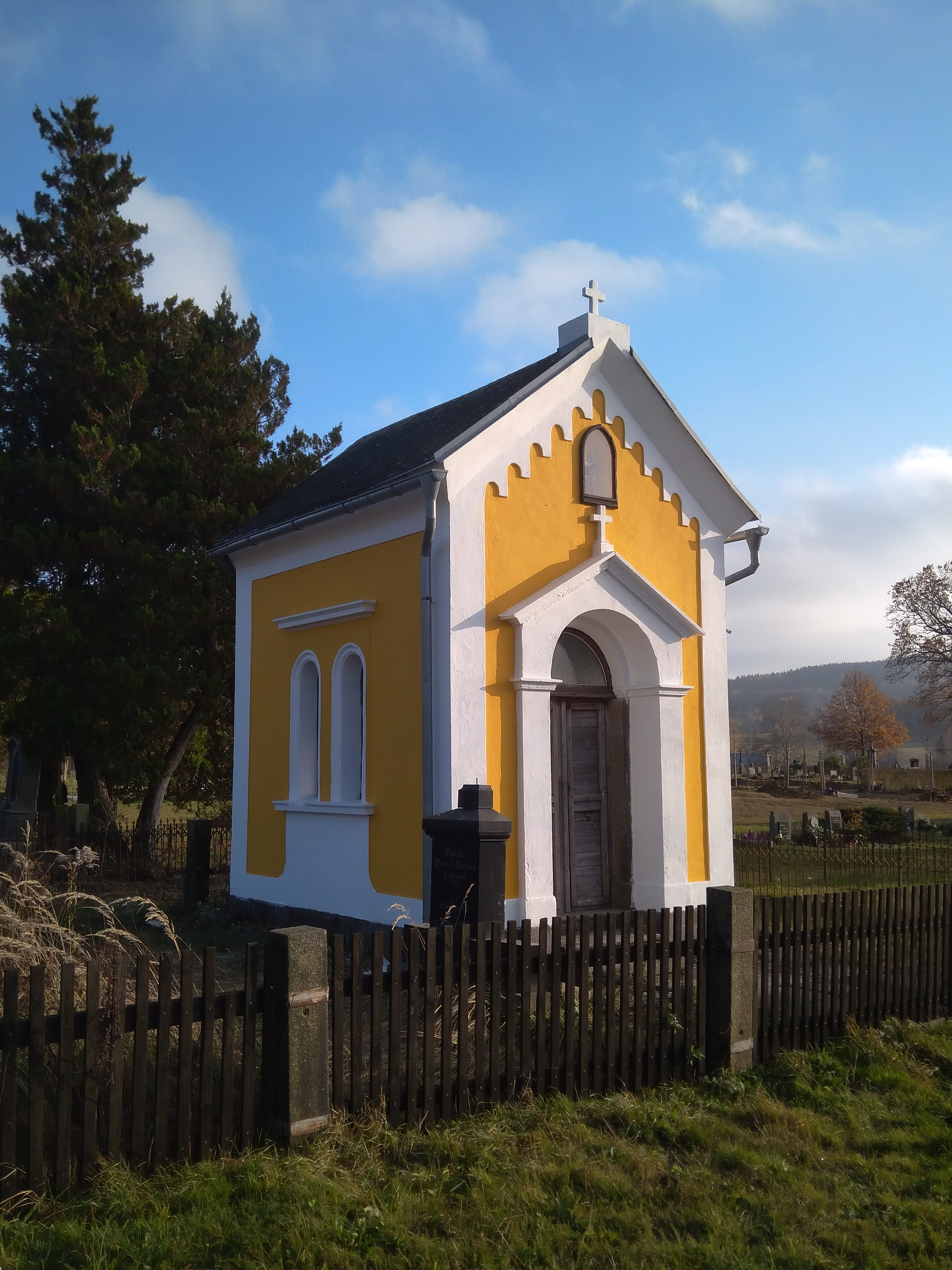
Kaple po rekonstrukci (2020)
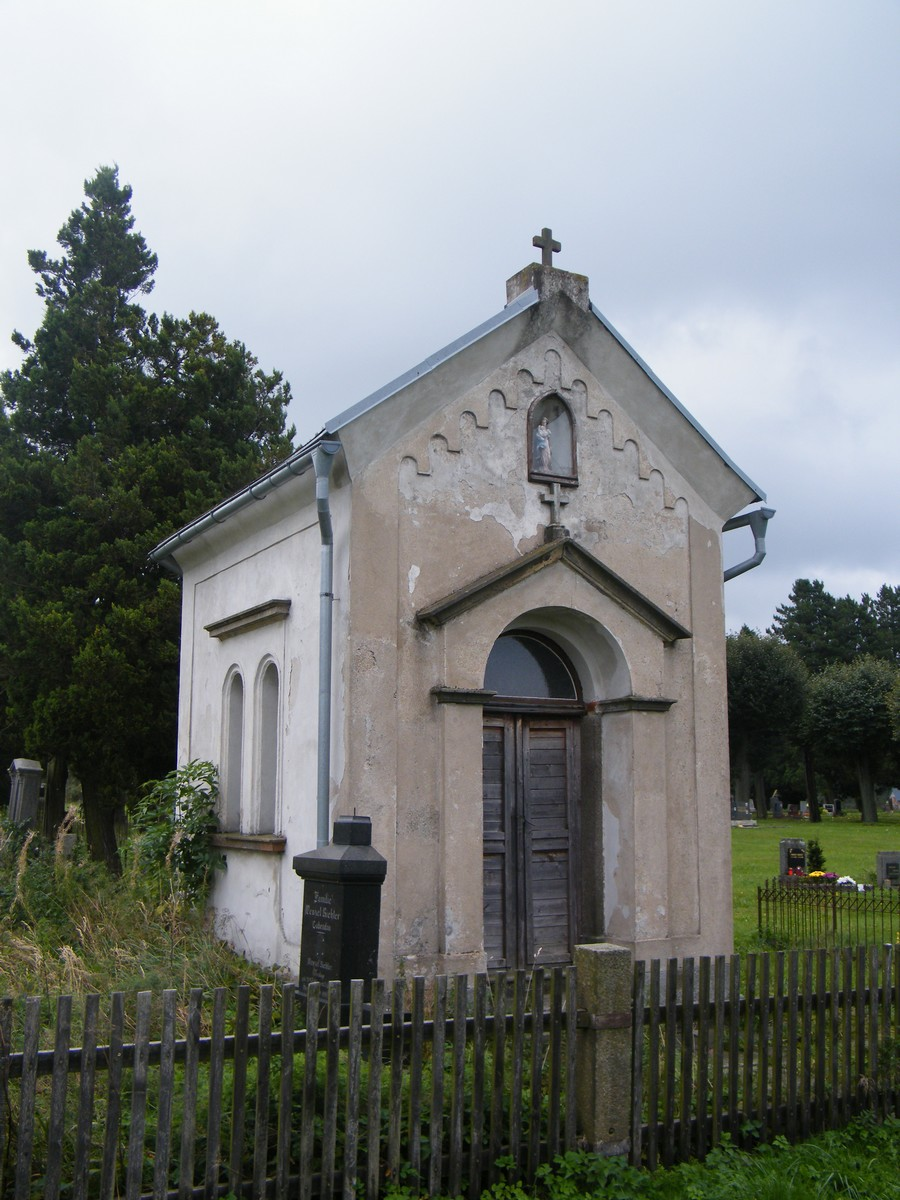
Kaple před rekonstrukcí (2015)
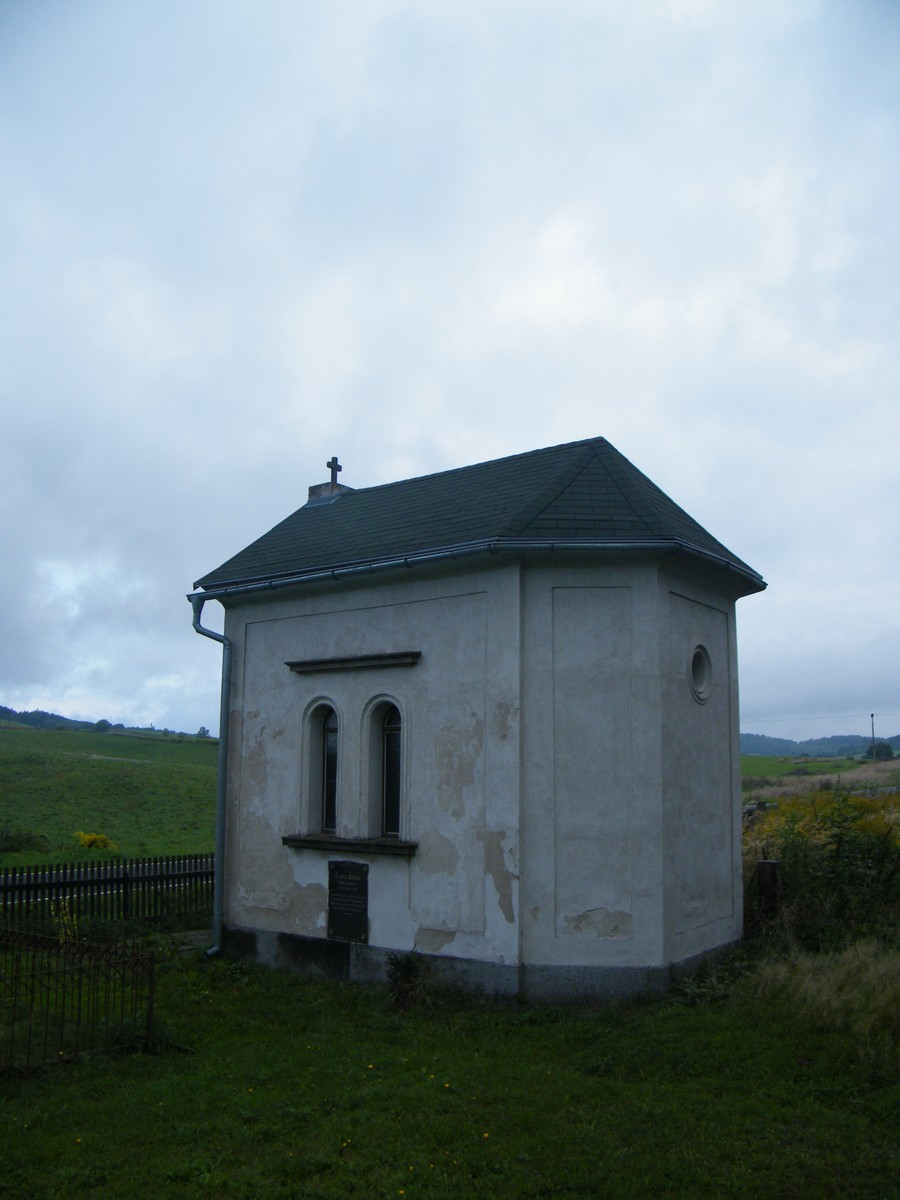
Kaple před rekonstrukcí (2015)
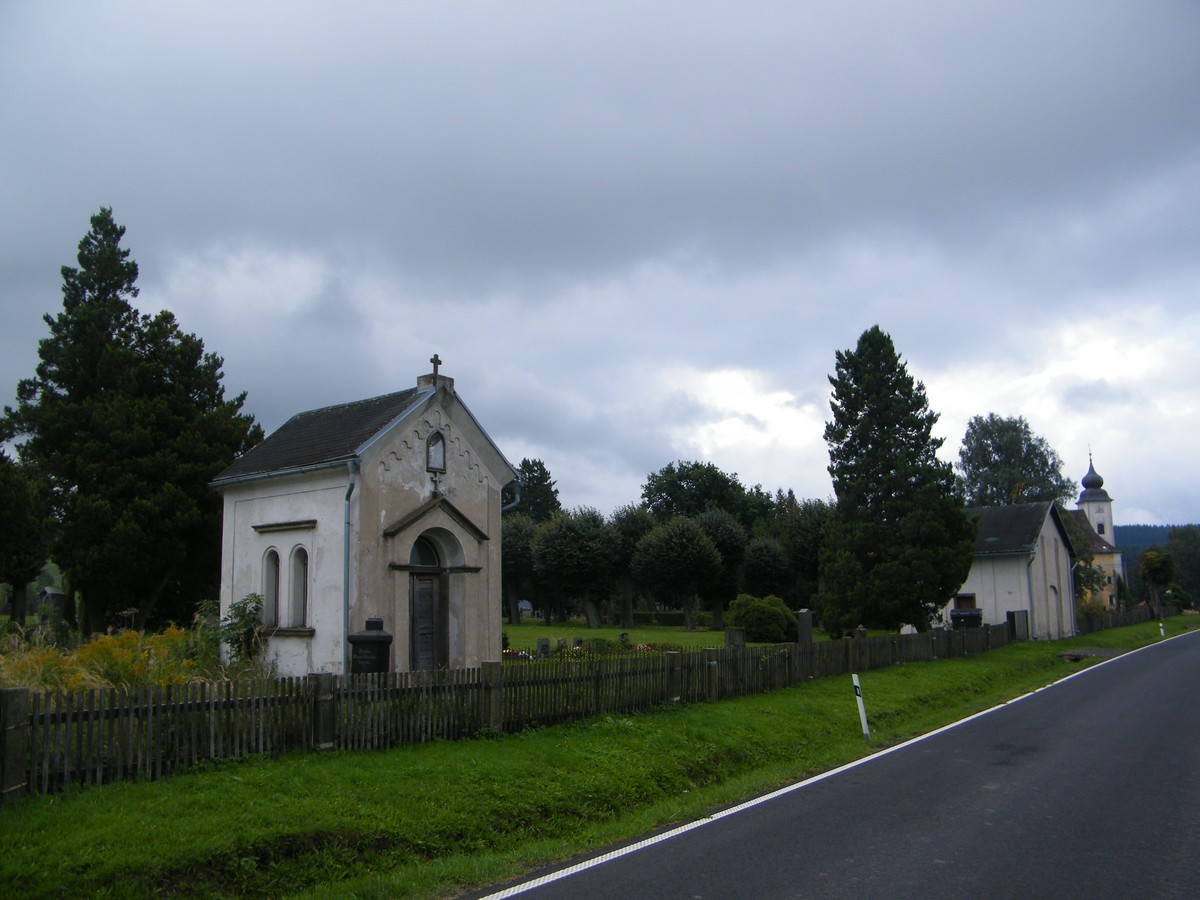
Hřbitov před rekonstrukcí kaple (2015)